# Dimenidrinato
Il dimenidrinato è il sale della difenidramina con la 8-Cloroteofillina, ed è un principio attivo antistaminico e anticolinergico. Viene utilizzato in caso di nausea e sensazioni di vertigini causati da vari disturbi (come il mal di mare). Viene utilizzato anche in veterinaria.

## Farmacodinamica
La molecola è dotata di attività antiemetica, antistaminica e anticolinergica. 
L’esatto meccanismo d'azione del composto non è stato del tutto chiarito, ma sembra che il dimenidrinato inibisca l'attività del labirinto iperstimolato, agendo sia sul sistema degli otoliti sia, a dosaggi più elevati, sui canali semicircolari del labirinto auricolare.
L'azione anticolinergica della molecola è probabilmente il principale meccanismo d’azione, in quanto va a interferire con la stimolazione colinergica proveniente dai sistemi vestibolare e reticolare, che a sua volta è responsabile della nausea e del vomito che fanno seguito al movimento.

## Farmacocinetica
A seguito di somministrazione per via orale, il dimenidrinato (trasformato in difenidramina)  raggiunge un picco di concentrazione plasmatica entro 1-4 ore. L'emivita plasmatica è di circa 6-7 ore. Il dimenidrinato nell'organismo viene trasformato metabolicamente principalmente a livello epatico.
Dopo un'ampia distribuzione nei diversi tessuti dell’organismo, il farmaco per la quasi totalità è eliminato per via urinaria sotto forma di metaboliti.

## Usi clinici
Il farmaco trova indicazione nella prevenzione e trattamento del mal di mare, d'aereo, d'auto, di treno e più in generale nella vertigine indotta da chinetosi.
In passato venne utilizzato anche come prevenzione della nausea e vomito postoperatorio.

## Dosi terapeutiche
Nei soggetti adulti la dose consigliata è pari a 50 mg (1 capsula) da assumersi circa mezz'ora prima di mettersi in viaggio od ogni altra situazione che possa scatenare nausea, vomito o vertigine da chinetosi. Sulla base delle condizioni cliniche del paziente, la dose può essere ripetuta dopo 3-4 ore, facendo attenzione a non superare il dosaggio massimo consigliato di 200mg/24 ore.

## Effetti collaterali e indesiderati
Fra gli effetti collaterali si riscontra soprattutto sonnolenza, cefalea, disturbi dell'accomodazione, secchezza delle fauci, eruzioni cutanee e reazioni anafilattiche. Il dimenidrinato può alterare lo stato mentale e alcune capacità fisiche, così come lo stato di attenzione: di ciò si deve tenere conto quando è necessario effettuare attività che richiedono particolare attenzione o che espongono a rischi (es. guida di autoveicoli, utilizzo di alcuni macchinari). L'uso concomitante di altri agenti con azione di depressione sul sistema nervoso centrale (es. alcool, barbiturici, altri ipnotici, sedativi o tranquillanti) può comportare fenomeni additivi di sedazione.

## Controindicazioni
Il farmaco è controindicato nei soggetti con ipersensibilità nota al principio attivo, ad altri antistaminici, alla teofillina o ad uno degli eccipienti.
È inoltre controindicato nei bambini di età inferiore ai 2 anni e nelle persone in gravidanza e durante l’allattamento.